# Paul Tanui
Paul Tanui, född 22 december 1990, är en kenyansk friidrottare.
Tanui blev olympisk silvermedaljör på 10 000 meter vid sommarspelen 2016 i Rio de Janeiro.